# Feliciano Renauld
Feliciano Renauld är en ort i Mexiko.   Den ligger i kommunen Tapachula och delstaten Chiapas, i den sydöstra delen av landet, 900 km sydost om huvudstaden Mexico City. Feliciano Renauld ligger 67 meter över havet och antalet invånare är 473.
Terrängen runt Feliciano Renauld är platt. Runt Feliciano Renauld är det ganska tätbefolkat, med 124 invånare per kvadratkilometer. Närmaste större samhälle är Tapachula, 8,9 km nordost om Feliciano Renauld. Trakten runt Feliciano Renauld består till största delen av jordbruksmark.